# Fossa Intermontana
La fossa Intermontana era un'antica fossa oceanica attiva durante il Triassico.
Era disposta in senso parallelo alla costa occidentale del Nord America, posizionata in quello che viene chiamato Oceano Slide Mountain e doveva avere un'estensione di circa 1500 km.  